# Estreito de Dmitri Laptev

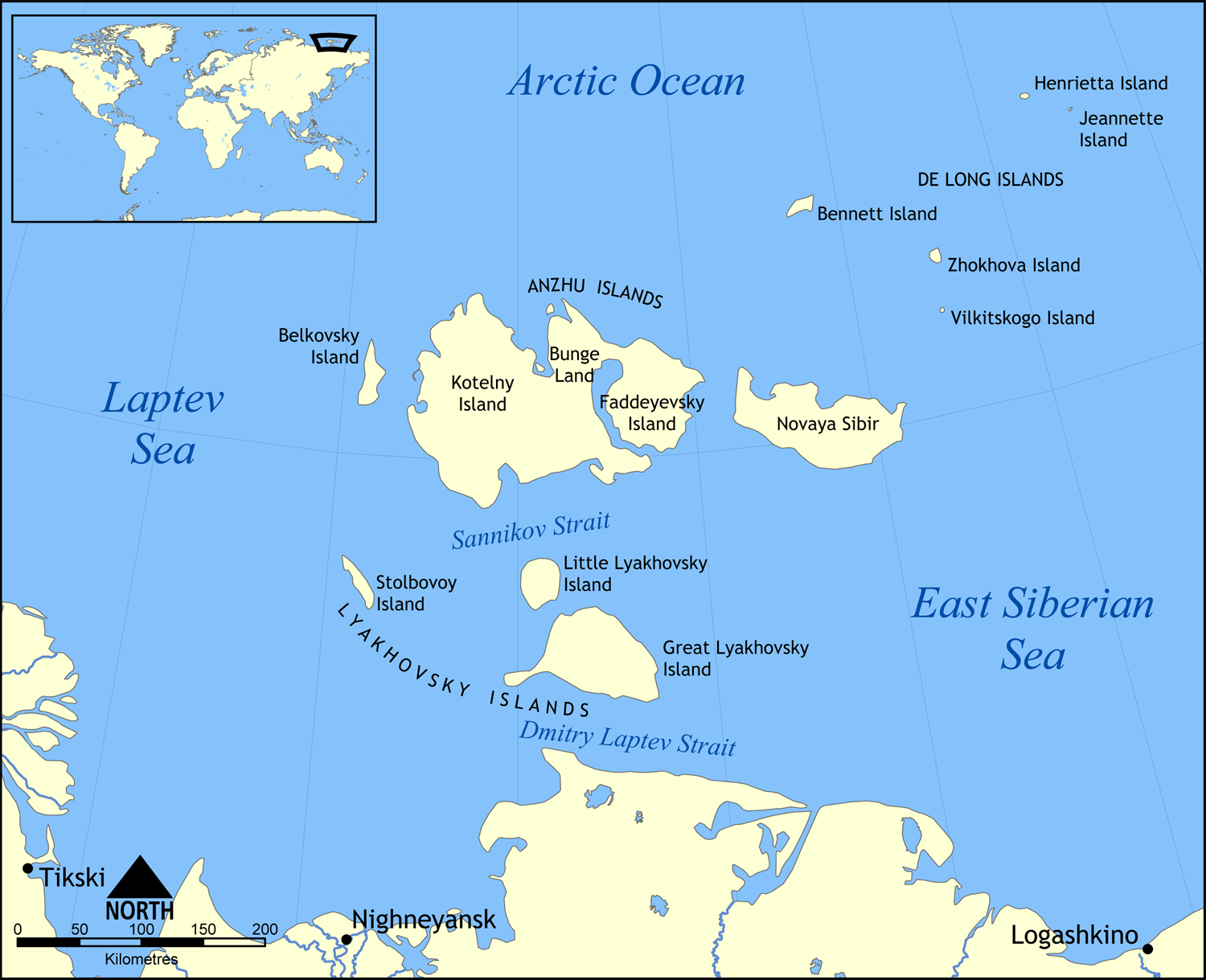
Mapa com a localização do estreito de Laptev

O estreito de Dmitri Laptev (em russo:  Пролив Дмитрия Лаптева) é um estreito com cerca de 60 km de comprimento no norte da Rússia (73° 00′ N, 142° 00′ L). Separa o Ilha Grande Lyakhovsky das Ilhas Lyakhovsky do continente, e liga o mar de Laptev a oeste com o mar da Sibéria Oriental a leste. Foi nomeado em homenagem ao explorador russo Dmitri Laptev.